# Норман Ферклаф
Норман Ферклаф (англ. Norman Fairclough; [ˈfɛərklʌf], народився в 1941 г.) є заслуженим професором по лінгвістиці на кафедрі лінгвістики та англійської мови в університеті Ланкастера. Він є одним із основоположників критичного дискурс-аналізу (CDA), застосованого до соціолінгвістики. Центральне питання критичного дискурс-аналізу в тому, як влада здійснюється через мову. КДА (CDA) вивчає дискурс, куди входять тексти, бесіди, відео та практики.

## Методологія КДА
Лінія дослідження Ферклафа (яку також називають текстурно орієнтованим дискурсним аналізом або TODA, щоб відрізнити її від філософських запитів, що не передбачають використання лінгвістичної методології) особливо стосується взаємних наслідків формально-лінгвістичних текстових властивостей, соціолінгвістичних мовленнєвих жанрів та формально соціологічних практик. Основна суть його аналізу полягає в тому, що якщо – відповідно до теорії Фуко – практики формуються та вводяться в дію дискурсивно, то внутрішні властивості дискурсу, які є лінгвістично аналізованими, мають стати ключовим елементом їх інтерпретації. Таким чином, його цікавить як дискурсивно формуються соціальні практики, а також подальші дискурсивні ефекти соціальних практик. 

## Публікації

### Книги
- Fairclough, Norman (1989). Language and Power. London: Longman.
- Fairclough, Norman (1992). Discourse and Social Change. Cambridge: Polity Press.
- Fairclough, Norman (1995). Media Discourse. London: Edward Arnold.
- Fairclough, Norman (1995). Critical Discourse Analysis. Boston: Addison Wesley.
- Chouliaraki, Lilie and Norman Fairclough (1999). Discourse in Late Modernity – Rethinking Critical Discourse Analysis. Edinburgh: Edinburgh University Press.
- Fairclough, Norman (2000). New Labour, New Language? London: Routledge.
- Fairclough, Norman (2001). Language and Power (2nd edition). London: Longman.
- Fairclough, Norman (2003). Analysing Discourse: Textual Analysis for Social Research. London: Routledge.
- Fairclough, Norman (2006). Language and Globalization. London: Routledge.
- Fairclough, Norman (2007). (Ed.). Discourse and Contemporary Social Change. Bern.
- Fairclough, Isabela and Fairclough, Norman (2013) Political Discourse Analysis: A Method for Advanced Students. London: Routledge.
- Fairclough, Norman (2014). Language and Power (3rd edition). London: Longman.
- Fairclough, Norman (2014). Critical Language Awareness. London: Routledge.